# Malatia Erywań
Malatia Erywań (orm. „Մալաթիա“ Ֆուտբոլային Ակումբը Երեւան, "Malatia" Futbolajin Akumby Jerewan) – ormiański klub piłkarski z siedzibą w stolicy kraju, mieście Erywań.

## Historia
Chronologia nazw:
- 1990: Malatia Erywań (orm. Մալաթիա ՖԱ)
- 1993: Malatia-Kilikia Erywań (orm. Մալաթիա-Կիլիկիա ՖԱ) – po fuzji z Kilikia Erywań
- 1994: klub rozwiązano
- 2001: Malatia Erywań (orm. Մալաթիա ՖԱ)
- 2002: klub rozwiązano

Klub piłkarski Malatia został założony w miejscowości Erywań w 1990 roku. W 1990 debiutował we Wtoroj nizszej lidze Mistrzostw ZSRR (D4), zajmując 6.miejsce w grupie 2. W następnym sezonie 1991 zajął 7.pozycję w grupie 2.
Po uzyskaniu przez Armenię niepodległości w 1992 debiutował w najwyższej lidze Armenii. W rundzie pierwszej zajął 7.miejsce w grupie pierwszej i nie zakwalifikował się w rundzie drugiej do grupy mistrzowskiej (tylko pierwsza szóstka z każdej grupy awansowała do walki o tytuł mistrza). W rundzie drugiej zajął 16.miejsce w grupie spadkowej (zabrakło jednej pozycji, aby utrzymać się w lidze) i spadł do Araczin chumb (D2). W następnym sezonie 1993 klub połączył się z klubem Kilikia Erywań, który kontynuował występy w najwyższej lidze, tworząc klub Malatia-Kilikia Erywań. Połączony klub kontynuował historię Malatii oraz zajął ostatnie 15.miejsce w Barcragujn chumb, po czym został rozwiązany. 
Dopiero w 2001 klub został odrodzony jako Malatia Erywań i w Araczin chumb zajął 1. miejsce zdobywając awans do Barcragujn chumb. Jednak zrezygnował z rozgrywek zawodowych i potem występował na poziomie amatorskim. We wrześniu 2010 roku Malatia reprezentowała Armenię w kwalifikacyjnym turnieju Mistrzostw Europy wśród drużyn amatorskich - Pucharze Regionów UEFA.

## Barwy klubowe, strój
| Czerwony | Biały |

Klub ma barwy czerwono-białe. Zawodnicy domowe spotkania zazwyczaj grają w czerwonych koszulkach, czerwonych spodenkach oraz czerwonych getrach.

## Sukcesy

### Trofea międzynarodowe
Nie uczestniczył w rozgrywkach europejskich (stan na 31-05-2019).

### Trofea krajowe
Armenia
| \| \| Zdobyte trofea w rozgrywkach Armenii (stan na: 31-05-2019) \| |                                                            |      |                  |
| Rozgrywki                                                           | Osiągnięcie                                                | Razy | Sezon(y)         |
| Mistrzostwo                                                         | I miejsce                                                  | 0    |                  |
| Mistrzostwo                                                         | II miejsce                                                 | 0    |                  |
| Mistrzostwo                                                         | III miejsce                                                | 0    |                  |
| Mistrzostwo                                                         | 15.miejsce                                                 | 1    | 1993             |
| Puchar                                                              | zdobywca                                                   | 0    |                  |
| Puchar                                                              | finalista                                                  | 0    |                  |
| Puchar                                                              | 1/8 finału                                                 | 3    | 1992, 1993, 2001 |
| II liga                                                             | I miejsce                                                  | 1    | 2001             |
| II liga                                                             | II miejsce                                                 | 0    |                  |
| II liga                                                             | III miejsce                                                | 0    |                  |
| Armenia                                                             | Zdobyte trofea w rozgrywkach Armenii (stan na: 31-05-2019) |      |                  |

ZSRR
| \| \| Zdobyte trofea w rozgrywkach Związku Radzieckiego (stan na: 31-12-1992) \| |                                                                         |      |          |
| Rozgrywki                                                                        | Osiągnięcie                                                             | Razy | Sezon(y) |
| Mistrzostwo                                                                      | I miejsce                                                               | 0    |          |
| Mistrzostwo                                                                      | II miejsce                                                              | 0    |          |
| Mistrzostwo                                                                      | III miejsce                                                             | 0    |          |
| Puchar                                                                           | zdobywca                                                                | 0    |          |
| Puchar                                                                           | finalista                                                               | 0    |          |
| II liga                                                                          | I miejsce                                                               | 0    |          |
| II liga                                                                          | II miejsce                                                              | 0    |          |
| II liga                                                                          | III miejsce                                                             | 0    |          |
|                                                                                  | Zdobyte trofea w rozgrywkach Związku Radzieckiego (stan na: 31-12-1992) |      |          |

- Wtoraja nizszaja liga (D4):
  - 6.miejsce (1x): 1990 (gr.2)

## Poszczególne sezony

### Rozgrywki międzynarodowe

#### Europejskie puchary
Nie uczestniczył w rozgrywkach europejskich.

### Rozgrywki krajowe
ZSRR
| \| \| Bilans występów klubu w rozgrywkach piłkarskich Związku Radzieckiego (Stan na 31 grudnia 1992 r.) \| |                                                                                                   |        |       |   |   |   |    |    |     |           |        |        |      |
| Poziom | Rozgrywki                                                                                         | Sezony | Mecze | Z | R | P | B+ | B– | Pkt | Lata      | Awanse | Spadki | Naj. |
| I | Wysszaja liga                                                                                     | 0      |       |   |   |   |    |    |     |           |        |        |      |
| II | Pierwaja liga                                                                                     | 0      |       |   |   |   |    |    |     |           |        |        |      |
| III | Wtoraja liga                                                                                      | 0      |       |   |   |   |    |    |     |           |        |        |      |
| IV | Wtoraja nizszaja liga                                                                             | 2      |       |   |   |   |    |    |     | 1990–1991 | 0      | 0      | 6    |
| | Puchar ZSRR                                                                                       | 0      |       |   |   |   |    |    |     |           |        |        |      |
| | Bilans występów klubu w rozgrywkach piłkarskich Związku Radzieckiego (Stan na 31 grudnia 1992 r.) |        |       |   |   |   |    |    |     |           |        |        |      |

Armenia
| \| Armenia \| Bilans występów klubu w rozgrywkach piłkarskich Armenii (Stan na 31 maja 2019 r.) \| \| |                                                                                   |        |       |   |   |   |    |    |     |                 |        |        |      |
| Poziom                                                                                                | Rozgrywki                                                                         | Sezony | Mecze | Z | R | P | B+ | B– | Pkt | Lata            | Awanse | Spadki | Naj. |
| I | Barcragujn chumb                                                                  | 1      |       |   |   |   |    |    |     | 1992–1993       | 0      | 2      | 15   |
| II | Araczin chumb                                                                     | 1      |       |   |   |   |    |    |     | 2001            | 1      | 0      | 1    |
| | Puchar Armenii                                                                    | 3      |       |   |   |   |    |    |     | 1992–1993, 2001 |        |        | 1/8  |
| Armenia                                                                                               | Bilans występów klubu w rozgrywkach piłkarskich Armenii (Stan na 31 maja 2019 r.) |        |       |   |   |   |    |    |     |                 |        |        |      |

## Struktura klubu

### Stadion
Klub piłkarski rozgrywał swoje mecze domowe na stadionie Hrazdan w Erywaniu, który może pomieścić 55 000 widzów.

### Inne sekcje
Klub prowadził drużyny dla dzieci i młodzieży w każdym wieku.

## Kibice i rywalizacja z innymi klubami

### Rywalizacja
Największymi rywalami klubu są inne zespoły z miasta.

### Derby
- Ararat Erywań
- Homenetmen Erywań
- Homenmen-Fima SKIF Erywań
- Kanaz Erywań
- Najri Erywań
- Szengawit Erywań
- Wan Erywań